# Szabó Tünde (labdarúgó)
Szabó Tünde (Gyula, 1971. október 7. –) válogatott labdarúgó, középpályás.

## Pályafutása

### A válogatottban
1995–96-ban három alkalommal szerepelt a válogatottban.

## Statisztika

### Mérkőzései a válogatottban
| Magyarország | Magyarország     | Magyarország    | Magyarország | Magyarország | Magyarország | Magyarország | Magyarország | Magyarország |
| #            | Dátum            | Helyszín        | Hazai        | Eredmény     | Vendég       | Kiírás       | Gólok        | Esemény      |
| ------------ | ---------------- | --------------- | ------------ | ------------ | ------------ | ------------ | ------------ | ------------ |
| 1.           | 1995. május 6.   | Mosonmagyaróvár | Magyarország | 3 – 2        | Csehország   | barátságos   | -            | 46'          |
| 2.           | 1996. május 9.   | Isztambul       | Törökország  | 1 – 2        | Magyarország | Eb-selejtező | -            | 84'          |
| 3.           | 1996. június 16. | Ungvár          | Ukrajna      | 2 – 0        | Magyarország | Eb-selejtező | -            |              |
|              | Összesen         |                 |              | 3            | mérkőzés     |              | 0            | gól          |